# Elezioni parlamentari in Marocco del 2002
Le elezioni parlamentari in Marocco del 2002 si tennero il 27 settembre per il rinnovo della Camera dei rappresentanti.
Le elezioni videro un'affluenza del 52% e condussero ad una condizione di sostanziale parità fra quattro forze politiche: l'Unione Socialista delle Forze Popolari (USFP), il Partito dell'Indipendenza (Istiqlal), il Partito della Giustizia e dello Sviluppo (PJD) e il Raggruppamento Nazionale degli Indipendenti (RNI). Le forze politiche che ottennero seggi furono in tutto ventidue. 
In seguito all'esito elettorale, la guida del governo fu affidata all'indipendente Driss Jettou, sostenuto da USFP, Istiqlal e RNI, nonché dal Partito del Progresso e del Socialismo (PPS).

## Risultati
| Liste                                           | Voti      | %     | Seggi |
| ----------------------------------------------- | --------- | ----- | ----- |
| Unione Socialista delle Forze Popolari          | 718.725   | 11,88 | 50    |
| Partito dell'Indipendenza                       | 598.226   | 9,89  | 48    |
| Partito della Giustizia e dello Sviluppo        | 595.439   | 9,84  | 42    |
| Raggruppamento Nazionale degli Indipendenti     | 561.514   | 9,28  | 41    |
| Movimento Popolare                              | 396.932   | 6,56  | 27    |
| Movimento Nazionale Popolare                    | 312.239   | 5,16  | 18    |
| Unione Costituzionale                           | 310.939   | 5,14  | 16    |
| Fronte delle Forze Democratiche                 | 296.288   | 4,90  | 12    |
| Partito Nazional-Democratico                    | 275.884   | 4,56  | 12    |
| Partito del Progresso e del Socialismo          | 275.024   | 4,55  | 11    |
| Unione Democratica                              | 244.558   | 4,04  | 10    |
| Partito Socialista Democratico                  | 179.131   | 2,96  | 6     |
| Movimento Democratico e Sociale                 | 163.546   | 2,70  | 7     |
| Al Ahd                                          | 138.186   | 2,28  | 5     |
| Alleanza delle Libertà                          | 131.796   | 2,18  | 4     |
| Congresso Nazionale Ittihadi                    | 120.330   | 1,99  | 1     |
| Partito della Riforma e dello Sviluppo          | 110.633   | 1,83  | 3     |
| Partito delle Forze Cittadine                   | 104.247   | 1,72  | 2     |
| Partito dell'Ambiente e dello Sviluppo          | 90.609    | 1,50  | 2     |
| Partito Marocchino Liberale                     | 82.088    | 1,36  | 3     |
| Partito della Sinistra Socialista Unificata     | 81.985    | 1,35  | 3     |
| Partito Democratico dell'Indipendenza           | 61.258    | 1,01  | 2     |
| Iniziativa Cittadina per lo Sviluppo            | 49.710    | 0,82  | -     |
| Partito del Rinnovamento e dell'Equità (o PAI?) | 39.483    | 0,65  | -     |
| Partito dell'Azione                             | 28.563    | 0,47  | -     |
| Indipendenti                                    | 83.346    | 1,38  | -     |
| Totale                                          | 6.050.679 |       | 325   |